# Sassonia-Gotha-Altenburg
Il Ducato di Sassonia-Gotha e Altenburg era situato nel territorio tedesco della Turingia. Nel 1806 il territorio di Sassonia-Gotha-Altenburg venne compreso nella Renania.
La dinastia che resse questo ducato sino al 1825 derivava da un ramo collaterale dei Sassonia-Gotha che aveva dato vita ai Sassonia-Coburgo, e ai Sassonia-Altenburg provenienti a loro volta dal Ducato di Sassonia-Hildburghausen e dal piccolo stato in esso compreso di Sassonia-Meiningen.
Nel 1825 il territorio di Sassonia-Gotha-Altenburg venne assorbito dal quello di Sassonia-Coburgo-Gotha.

## Storia

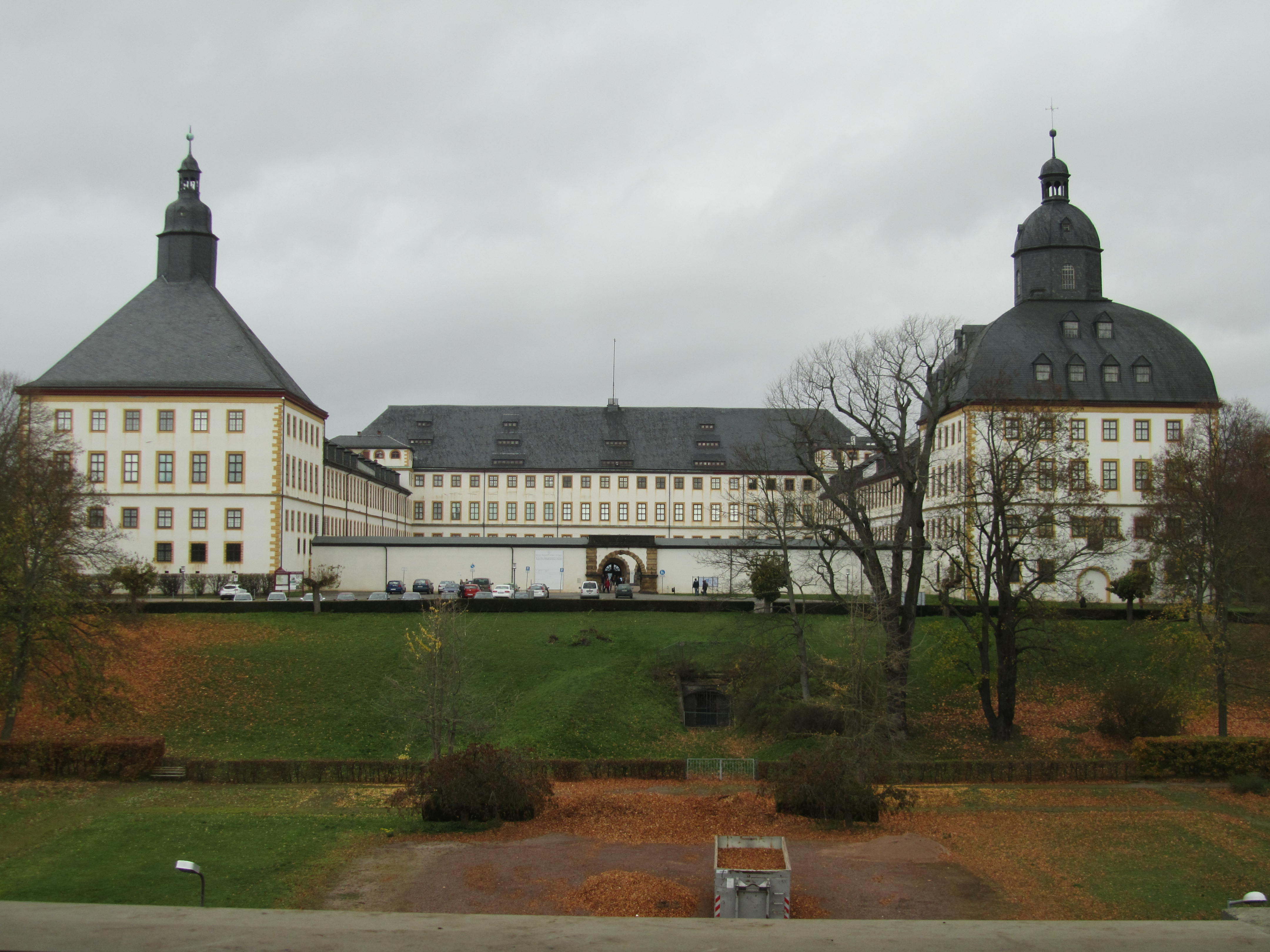
Il castello di Friedenstein presso la città di Gotha

La casata di Sassonia-Gotha-Altenburg derivò dalla linea ernestina dei Sassonia-Gotha, che prese il nome dal Duca Ernesto I di Sassonia-Gotha-Altenburg. Costui era il figlio minore di Giovanni di Sassonia-Weimar e come tale, al fratello maggiore venne concesso il titolo ereditario paterno, mentre ad Ernesto I spettò il Ducato di Sassonia-Gotha nel 1640. Nel 1672 il ducato raccolse l'eredità della linea dei Sassonia-Altenburg dando vita alla linea Ducale dei Sassonia-Gotha-Altenburg, quando il duca Federico Guglielmo III di Sassonia-Altenburg morì all'età di 14 anni ed Ernesto il Pio, tramite il suo matrimonio con Elisabetta Sofia, ne ereditò la maggior parte dei possedimenti. I ducati combinati di Ernesto vennero nuovamente divisi alla sua morte nel 1675 e pertanto si può dire che il ducato di Sassonia-Gotha-Altenburg iniziò ad esistere nel 1680 con il completamento della sua divisione e l'ascesa del primogenito, Federico.
Federico, che già aveva prestato servizio come reggente nel Sassonia-Altenburg dal 1672, assunse la responsabilità degli affari di governo alla morte del padre. La sua residenza rimase al Castello di Friedenstein nella città di Gotha, dove fece costruire anche il vicino palazzo barocco di Friedrichswerth. Federico I si assicurò i possedimenti di famiglia con l'implementazione della primogenitura nel 1685. Suo figlio e successore, il duca Federico II ottenne ulteriori territori ernestini alla morte del duca Alberto V di Sassonia-Coburgo nel 1699 e del duca Cristiano di Sassonia-Eisenberg nel 1707.
Il Sassonia-Gotha-Altenburg rimase uno dei più importanti ducati ernestini sotto il governo del duca Federico III dal 1732. Questi fece ricostruire i palazzi ed i giardini a Gotha in stile barocco e supportò i rifugiati religiosi della Chiesa di Moravia a Neudietendorf. Sua sorella Augusta sposò Federico, principe del Galles nel 1736, il cui primogenito Giorgio venne incoronato re di Gran Bretagna e Irlanda nel 1760 col nome di Giorgio III. Federico fece della sua corte uno dei centri dell'Illuminismo tedesco (Aufklärung), propensione continuata anche da suo figlio e successore Ernesto II, che governò dal 1772. Su consiglio di Johann Wolfgang von Goethe, questi promosse l'opera del pittore Johann Heinrich Wilhelm Tischbein; nominò inoltre Franz Xaver von Zach quale direttore dell'Osservatorio di Gotha fondato nel 1787.
Ad ogni modo, quando gli ultimi duchi Emilio Augusto, fervente ammiratore di Napoleone, e suo fratello Federico IV morirono entrambi senza eredi maschi, la casata di Sassonia-Gotha-Altenburg si estinse nel 1825 e sorsero da subito dei contrasti tra le tre linee ernestine rimanenti per la successione. Ad arbitrare la questione venne chiamato nel 1826 re Federico Augusto I di Sassonia il quale dispose infine che il Sassonia-Gotha-Altenburg fosse nuovamente diviso in: 
- Il Sassonia-Gotha passò al ducato di Sassonia-Coburgo-Saalfeld, che dovette cedere il Sassonia-Saalfeld al Sassonia-Meiningen. I territori costituirono il nuovo ducato di Sassonia-Coburgo-Gotha.
- Il Sassonia-Altenburg venne dato al duca di Sassonia-Hildburghausen, che in cambio passò i propri domini al Sasonia-Meiningen ed assunse il titolo di duca di Sassonia-Altenburg.

## Duchi di Sassonia-Gotha e Altenburg (1672-1825)
- Ernesto I, 1672-1675
- Federico I, 1675-1689
- Federico II, 1689-1732
- Federico III, 1732-1772
- Ernesto II Luigi, 1772-1804
- Augusto, 1804-1822
- Federico IV, 1822 - 1825

## Residenze

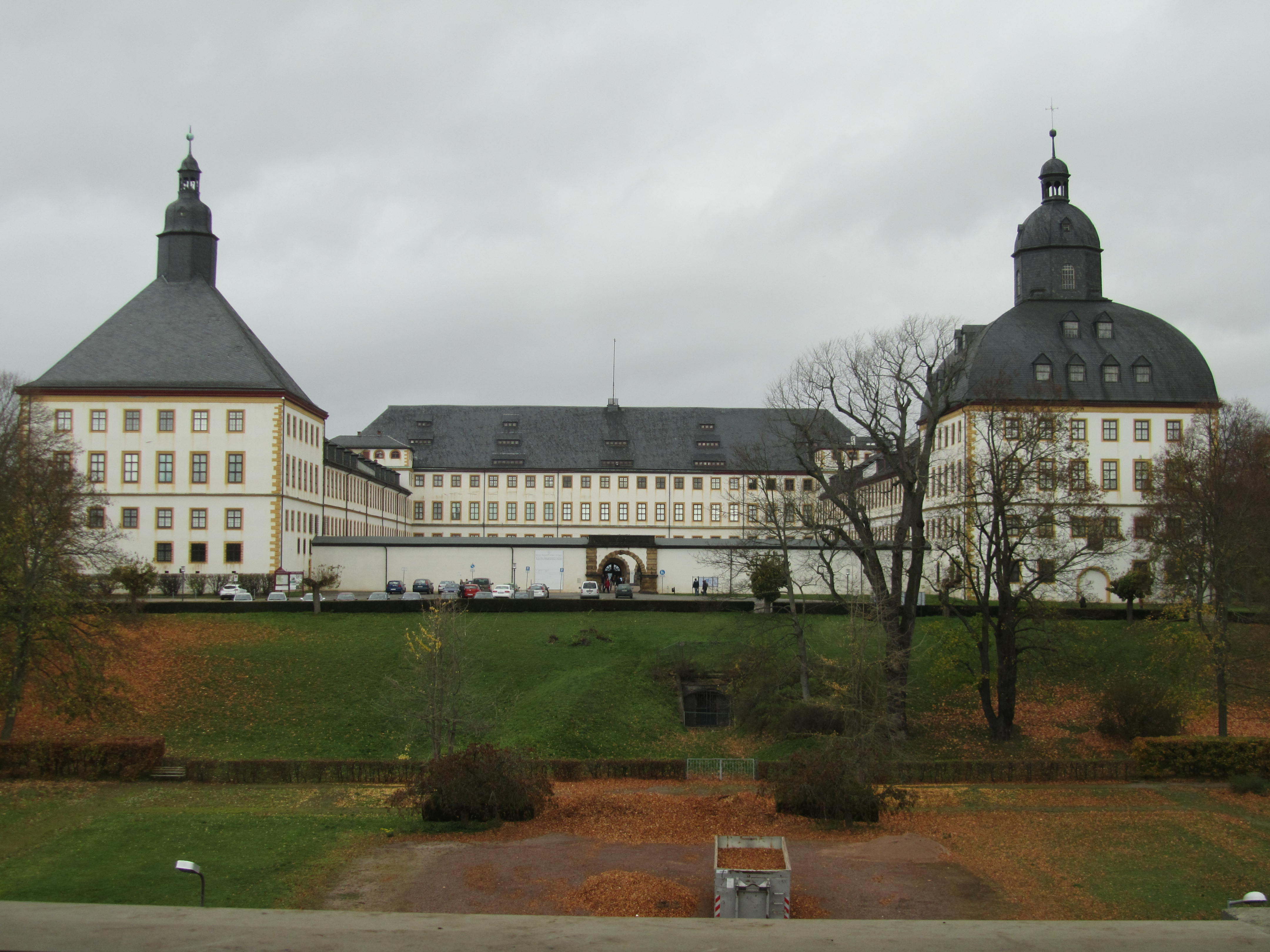
Castello di Friedenstein Gotha
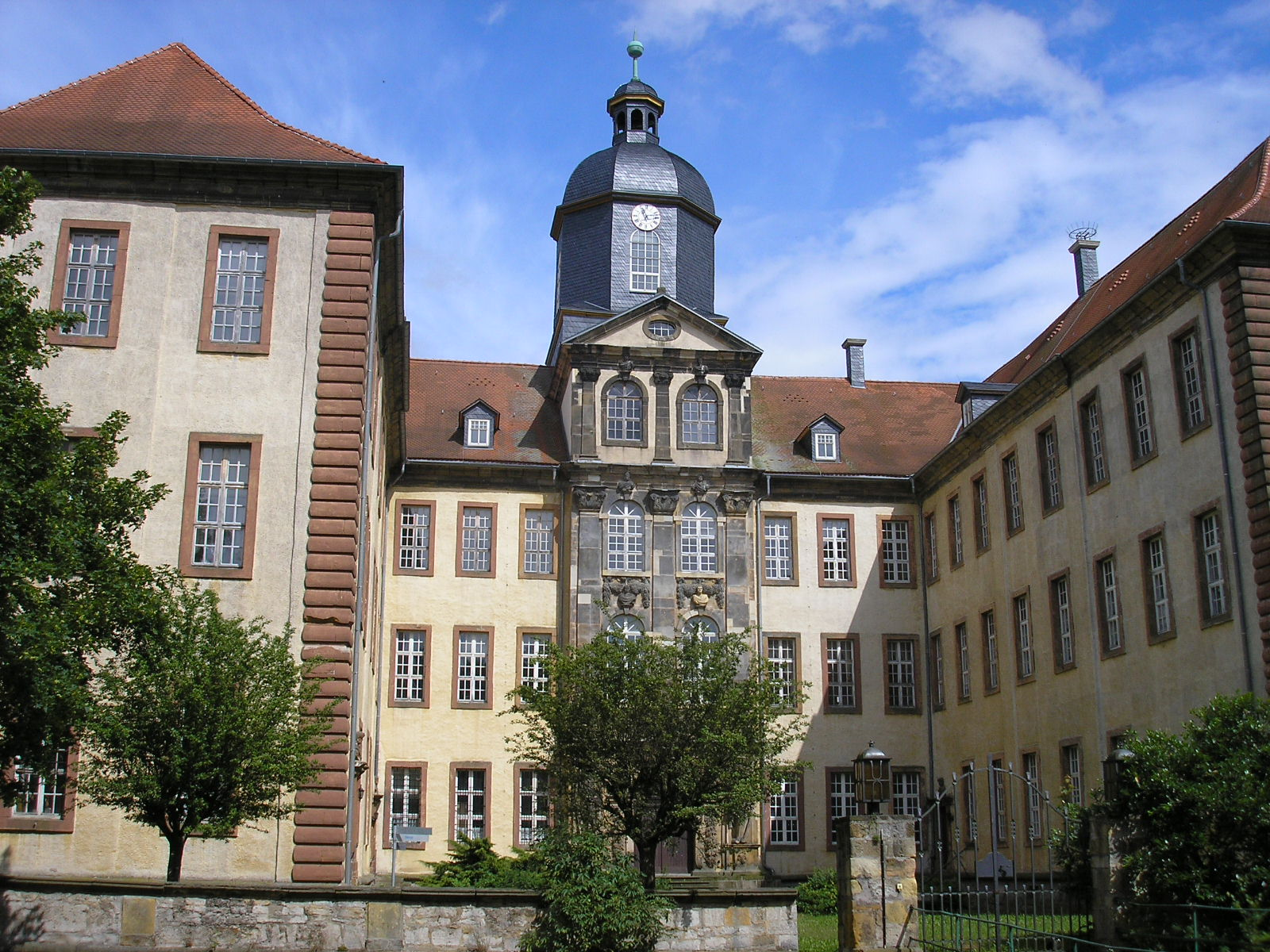
Castello di Friedrichswerth, Gotha
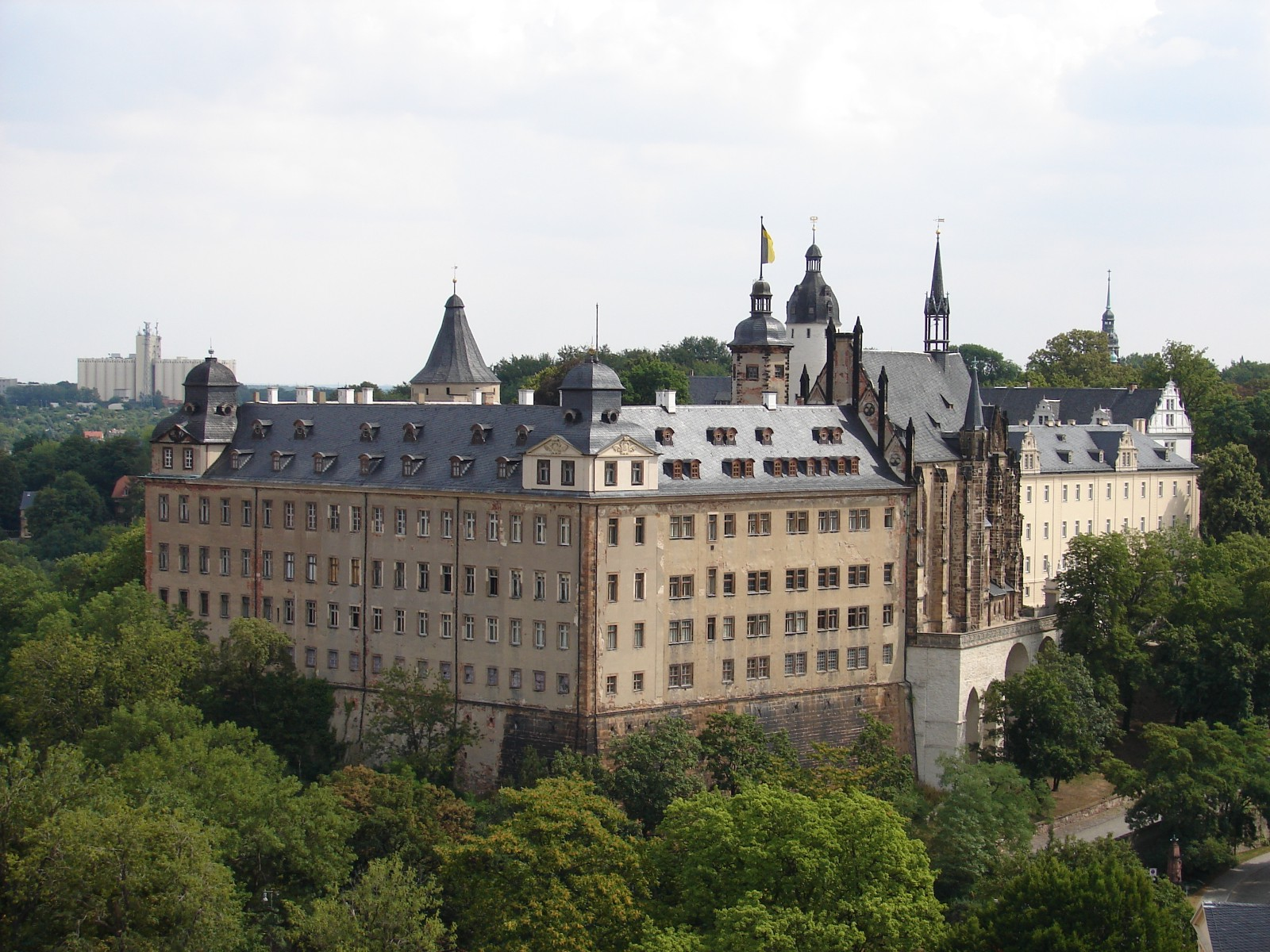
Castello di Altenburg
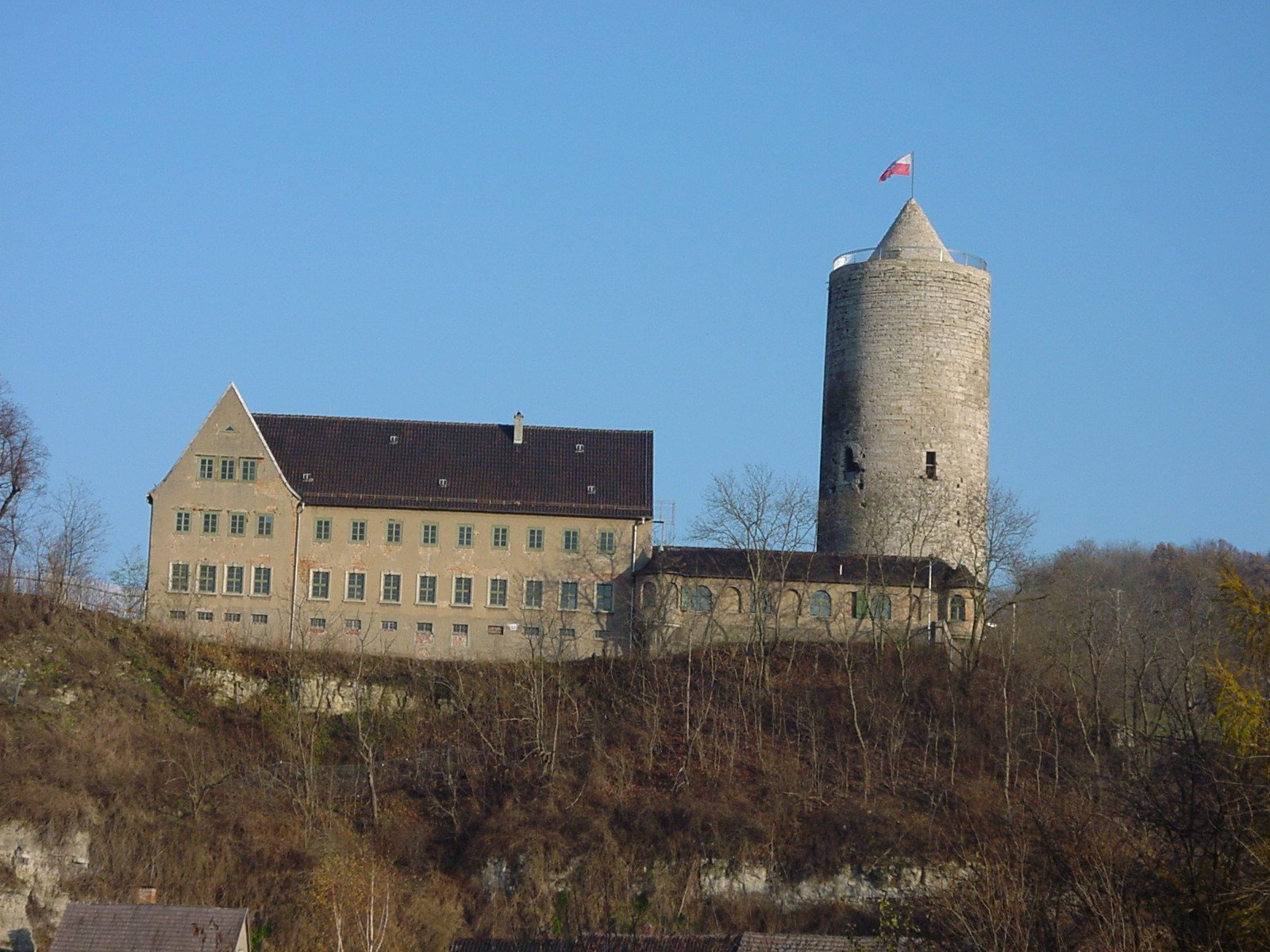
Castello di Camburg
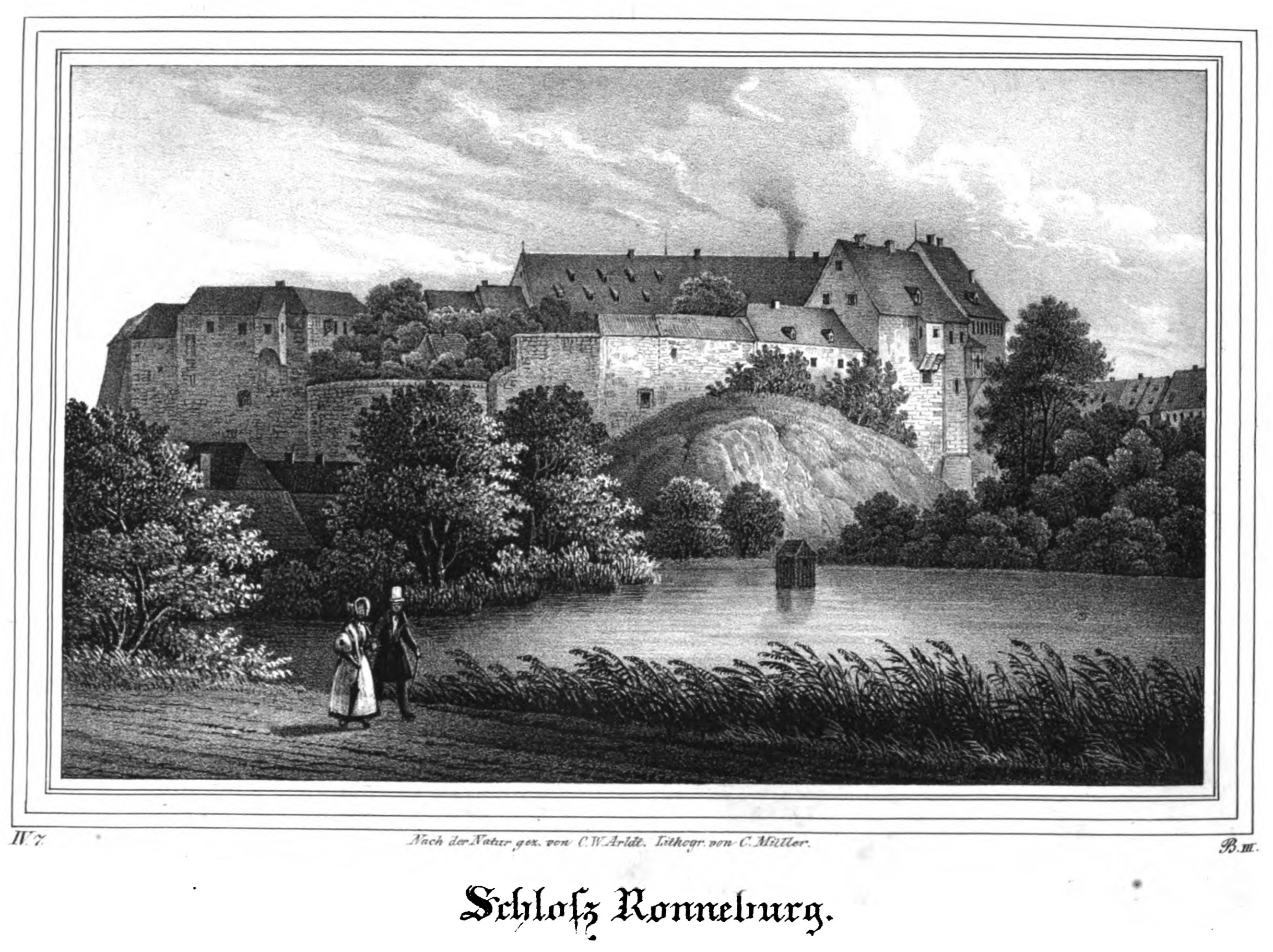
Ronneburg, Greiz
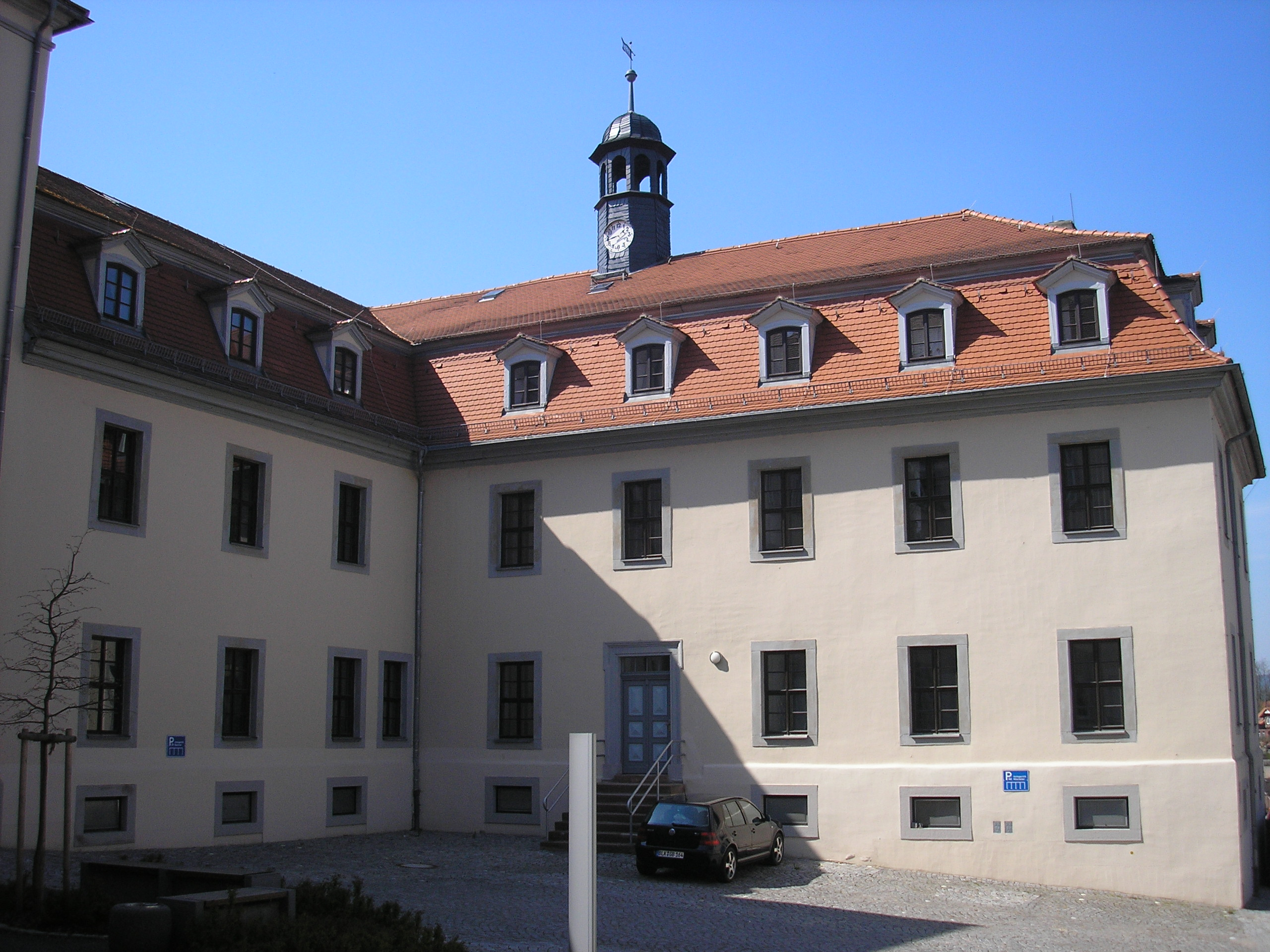
Castello di Stadtroda